# 金城しおり
金城 しおり（1987年9月7日 - ）は、日本の女性シンガーソングライター。沖縄県那覇市首里出身。旧活動名はしおり。兄は俳優の金城大和。

## 略歴
高校在学中に参加した「第2回人権ラブソングコンテスト」で「約束」がグランプリを受賞したことをきっかけに、本格的に音楽活動を開始。
2006年8月22日、沖縄限定発売シングル「Smile」でデビュー。2007年8月8日、シングル「Heart Flower/約束」でEMIミュージック・ジャパンよりメジャーデビュー。メジャーデビューと共に「siori」から「しおり」名義になる。
2007年7月より、全国の学校施設（幼稚園、保育園、小学校、中学校、高等学校、特別支援学校など）を訪問して生徒と「Smile」を歌い、ミニひまわりの種を配布する「花のしおり」活動を開始する。楽曲をラジオで聴いて感銘を受けた沖縄県那覇市前島小学校の音楽教諭が卒業式の合唱曲に採用し、その卒業式の映像を見たしおりの生徒に生の声を届けようという想いから活動は始まり、オフィシャルサイトでの訪問校の募集が開始された。2013年3月13日まで活動は続けられ、最終的に100校を訪問、26282人の生徒が活動に参加した。
シングル「Smile/君の傘」、アルバム『青空』のテレビCMに蒼井優が友情出演している。しおりの地元・沖縄県にある竹富島を舞台にした映画『ニライカナイからの手紙』主演の蒼井優の深い表現力に感動したしおりが、自身の曲「Smile」をスタッフを通じて本人に届け、楽曲に蒼井優が感銘を受けたことから、友情出演が実現。
2011年4月、宮城県の避難所で巡回診療中にラジオで「Smile」を聴いた医師・川原尚行の呼びかけにより、東日本大震災による津波の被害を受け閉校となった名取市立閖上小・中学校の児童・生徒数名とともに、宮城県名取市閖上の日和山に1本の桜の木を植樹する。2014年3月1日には、その桜をテーマとした楽曲「閖上桜」をシングル盤として発売、同日より全国6都市を巡り計8公演を行う全国ツアー「閖上桜」を開始する。
2016年8月1日に公式サイトで結婚と妊娠を発表、2016年12月22日に第一子（長男）を出産した。
2020年よりアーティスト活動名義を本名の「金城しおり」に改名。

## ディスコグラフィー

### シングル
|                              | 発売日                       | タイトル                     |
| インディーズ（沖縄限定発売） | インディーズ（沖縄限定発売） | インディーズ（沖縄限定発売） |
| ---------------------------- | ---------------------------- | ---------------------------- |
| 1                            | 2006年8月22日                | Smile                        |
| 2                            | 2006年11月11日               | 永遠（とわ）                 |
| メジャー                     |                              |                              |
| 1                            | 2007年8月8日                 | Heart Flower/約束            |
| 2                            | 2007年11月21日               | Smile/君の傘                 |
| 3                            | 2008年12月3日                | 永遠/sweety                  |
| 4                            | 2009年6月17日                | 僕らの海/二人の約束          |
| 5                            | 2012年5月9日                 | Smile〜君は一人じゃない〜    |
| 6                            | 2014年3月1日                 | 閖上桜                       |

#### デジタルシングル
| 発売日         | タイトル                                    |
| -------------- | ------------------------------------------- |
| 2011年7月27日  | 君の声が聞こえたんだ -message from okinawa- |
| 2011年10月21日 | あいのうた                                  |
| 2012年2月7日   | 5文字の言葉                                 |
| 2012年7月1日   | You & Me                                    |
| 2013年7月10日  | 一枚の写真                                  |
| 2013年8月8日   | LIFE〜未来へ〜                              |

### アルバム
|   | 発売日        | タイトル |
| - | ------------- | -------- |
| 1 | 2008年7月2日  | 青空     |
| 2 | 2012年9月26日 | Partner  |

### 参加作品
- 明日の空（2010年1月20日）
  - コンピレーション・アルバム『すごくおいしいうた[注 1]』の13曲目に収録。おいしいうたファミリー[注 2] の一員として参加。
- 未来の花束（2011年11月2日）
  - ぷいぷい軽音部[注 3] の一員として参加。

## タイアップ
| 曲名                      | タイアップ |
| Smile                     | 沖縄伊藤園「さんぴん花茶」CMソング |
| Smile                     | JCB CMソング（『24時間テレビ』内限定） |
| Smile                     | CBC「イッポウ」エンディングテーマ |
| Smile                     | 静岡放送ラジオ『こころ 伝えます』キャンペーンソング |
| Smile                     | 東京メトロポリタンテレビジョン『キュピア』エンディングテーマ                                                                                             |
| Heart Flower              | TBS系『日立 世界・ふしぎ発見!』エンディングテーマ |
| 約束                      | 琉球ジャスコ（当時、現・イオン琉球）「マイバッグキャンペーン」CMソング                                                                                   |
| 君の傘                    | シュガートレイン配給映画「琉球カウボーイよろしくゴザイマス『マサーおじいの傘』」挿入歌                                                                   |
| 僕の信じる道              | ブルボン「アルフォートミニチョコレート」CMソング |
| Love Song                 | JCB CMソング |
| カナリアの唄              | TBS系『徳光和夫の感動再会!"逢いたい"』エンディングテーマ                                                                                                 |
| スポットライト            | テレビ神奈川・テレビ埼玉・千葉テレビ『08'夏の高校甲子園県予選番組』 （第90回全国高等学校野球選手権記念神奈川大会・埼玉大会・千葉大会）エンディングテーマ |
| スポットライト            | 東海地区「オープンキャンパス2008」CMソング |
| スポットライト            | テレビ神奈川『みんなが出るテレビ』最終回エンディングテーマ                                                                                               |
| 永遠                      | テレビ朝日系『おみやさん』主題歌 |
| 永遠                      | 沖縄テレビ「飲酒運転根絶キャンペーン2009」CMソング |
| 僕らの海                  | 秋田朝日放送『めざせ甲子園』 （第91回全国高等学校野球選手権秋田大会）テーマソング                                                                        |
| 僕らの海                  | 毎日放送2009年7月のおいしいうた |
| 僕らの海                  | テレビ神奈川・テレビ埼玉・千葉テレビ『09'夏の高校甲子園県予選番組』 （第91回全国高等学校野球選手権神奈川大会・埼玉大会・千葉大会）エンディングテーマ     |
| 僕らの海                  | 三重テレビ『とってもワクドキ!』週間エンドテーマ曲 |
| 僕らの海                  | 日本テレビ系『汐留☆イベント部』6月度エンディングテーマ                                                                                                   |
| Oh my Baby                | ブルボン「アルフォートミニチョコレート」CMソング |
| ずっと君と                | オリオンビール「ゼロライフ」CMソング |
| 二人の約束                | 琉球ジャスコ（当時）合併10周年CMソング |
| 一歩                      | テレビ神奈川・テレビ埼玉・千葉テレビ『10'夏の高校甲子園県予選番組』 （第92回全国高等学校野球選手権神奈川大会・埼玉大会・千葉大会）エンディングテーマ     |
| 一歩                      | 名古屋テレビ「速報!甲子園への道」 （第92回全国高等学校野球選手権愛知大会・岐阜大会・三重大会）エンディングテーマ（愛知・岐阜・三重県限定）               |
| 君の声が聞こえたんだ      | 関西テレビ・フジテレビ系『さんまのまんま』エンディングテーマ                                                                                             |
| 君の声が聞こえたんだ      | テレビ神奈川・テレビ埼玉・千葉テレビ『2011 夏の高校甲子園県予選番組』 （第93回全国高等学校野球選手権神奈川大会・埼玉大会・千葉大会）エンディングテーマ   |
| Smile〜君は一人じゃない〜 | スタジオアリス CMソング |
| 5文字の言葉               | 生命保険協会 CMソング |
| You & Me                  | テレビ神奈川・テレビ埼玉・千葉テレビ『2012 夏の高校甲子園県予選番組』 （第94回全国高等学校野球選手権神奈川大会・埼玉大会・千葉大会）エンディングテーマ   |
| You & Me                  | オープンキャンパス2012 TVCMソング |
| You & Me                  | オンズコンフィアンス テレビCMソング 「住まいから広がる笑顔」編                                                                                           |
| あいのうた                | イオン琉球企業 CMソング |
| あいのうた                | 明治大学 CM曲 |
| 一枚の写真                | スタジオアリス創業20周年記念曲 |
| 一枚の写真                | tvk・テレ玉・チバテレ『2013 夏の高校甲子園県予選番組』 （第95回全国高等学校野球選手権記念神奈川大会・埼玉大会・千葉大会）エンディングテーマ              |
| LIFE〜未来へ〜            | オリオンゼロライフCMソング |
| 閖上桜                    | 東日本放送『つなごう!宮城のチカラ』オープニングテーマ |
| 閖上桜                    | チバテレ『高校野球ダイジェスト』2014年度 （第96回全国高等学校野球選手権千葉大会）エンディングテーマ                                                      |

## 出演

### ラジオ
- MUSIC SHOWER Plus+ （RBCiラジオ/不定期）
- smile2（FM沖縄/水曜日20：30～20：50/2007年4月4日～2008年3月26日）
- しおりの永遠とは（FM愛知/23：55～24：00/2008年12月1日～30日）

### CM
- スタジオアリス 20周年記念CM『20年の想い』篇（2013年3月～）[8]
- オリオンビール
  - 「オリオンゼロライフ」青空ピクニックしおり篇（2013年7月～）、青空オープンキッチン篇（2014年1月～）、青空キッチン ハートピザ篇（2014年6月～）
  - 2013年お歳暮CM「オリオンでありがとう2013」篇（2013年11月～）[9]